# Газиці
Газиці (словен. Gazice) — поселення в общині Брежиці, Споднєпосавський регіон, Словенія. Висота над рівнем моря: 184,7 м.